# Nautiloculinidae
Nautiloculinidae es una familia de foraminíferos bentónicos de la superfamilia Nezzazatoidea, del suborden Nezzazatina y del orden Lituolida. Su rango cronoestratigráfico abarca desde el Jurásico superior hasta el Senoniense (Cretácico superior).

## Discusión
Clasificaciones previas incluían Nautiloculinidae en la Superfamilia Lituoloidea, así como en el suborden Textulariina del orden Textulariida, o en el orden Lituolida sin diferenciar el suborden Nezzazatina.

## Clasificación
Nautiloculinidae incluye a los siguientes géneros:
- Murgeina †
- Nautiloculina †